# Abtswoude
Abtswoude est un hameau situé dans la commune néerlandaise de Delft, dans la province de la Hollande-Méridionale. Abtswoude est situé au sud de la ville, le long de la route de Schiedam.

## Histoire
Abtswoude a été mentionné pour la première fois en 1214. Le polder et son hameau étaient historiquement partagés entre la petite commune d'Abtsregt (absorbée plus tard dans Vrijenban) et celle de Hof van Delft.
Abtswoude a été le lieu de naissance du fermier-poète Poot.